# 兩用音節
兩用音節在古希臘和拉丁詩歌韻律中指韻律模式中既可以用短音節或是長音節的音節。其他以音節長短作爲韻律基礎的語言中也有此概念，如古波斯語和梵語的詩歌。
與之不同但是也稱爲兩用音節的概念是，同一個單詞中的一個音節在不同地方可以計作短音節或是長音節，如  有兩種音節分解方法： 或是 ，前者計作長長，後者計作短長；因此該單詞的第一個音節也可以稱爲兩用音節。

## 舉例
短長三步格中，每行第一、五、九個音節是兩用音節：
x–⏑– | x–⏑– | x–⏑–
下例來自歐里庇得斯的悲劇《希波呂托斯》，第1053行：

⏑–⏑– | ––⏑– | ⏑–⏑–
此句中第五音節（兩用音節）作長音節，其他兩用音節均作短音節。

## 類似概念
長／短短兩用音節（拉丁語：biceps）指既可爲一個長音節也可爲兩個短音節的位置。長短短六步格中沒有出現兩用音節，但是前四步中均出現長／短短兩用音節。